# Канарка
Кана́рка (Serinus canaria) — невеликий птах родини в'юркових (Fringillidae) родом з Азорських, Канарських островів та островів Мадейра.

## Зовнішній вигляд
Довжина тіла кімнатної канарки становить 12−14 см Дикі птахи дещо менші за домашню форму (12—13 см завдовжки) і сильно відрізняються від неї забарвленням. Самець зверху зеленого кольору з чорними поздовжніми рисками, верхня частина голови, горло і надхвістя жовто-зелені, колір грудей назад переходить в жовтий, черево біле. Забарвлення самиці блідіше, завдяки сіруватим облямівкам пір’я, спина її буро-сіра з чорними рисками. Неволя сильно змінила канарку, і її забарвлення стало одноколірним жовтим. Гібрид дикої канарки з домашньою дуже красивий, забарвлений сумішшю зеленого кольору з жовтим.

## Спосіб життя
Дика канарка живе в місцях, що поросли кущами і деревами. Співає, на думку деяких, навіть краще домашньої. Харчується майже виключно рослинною їжею: дрібним насінням, зеленими частинами рослин і плодами. Дикі канарки вельми товариські, і їх легко ловлять сітками за допомогою голосу птаха.
Домашня канарка легко живе в клітці і співає велику частину року (окрім часу линяння), що сильно збільшує її гідність, як кімнатного птаха. Для навчання молодих птахів їх поміщають біля хороших співаків.

## Розмноження
До спорудження своїх гнізд дикі канарки приступають в березні і відкладають звичайно п'ять блідо-блакитно-зеленуватих яєць. Висиджування продовжується у дикої і домашньої канарки 13 днів.
Канарка легко схрещується з чижем і щигликом і дає красиві, але безплідні помісі, які раніше дуже цінувалися. Дарвін повідомляє про те, що канарка була схрещена з 9—10 іншими видами родини в'юркових; деякі з цих гібридів були фертильні, але немає ніяких відомостей про те, щоб вони дали початок хоч би одній новій породі канарок. Відомі також гібриди дикої і домашньої канарок, яких розводили на Канарських островах.

## Розповсюдження
Дика канарка водиться в наш час на Канарських островах, на Мадейрі і островах Зеленого Мису на висоті від рівня моря до близько 1500 м.